# Zapotitlán de Vadillo
Zapotitlán de Vadillo là một đô thị thuộc bang Jalisco, México. Năm 2005, dân số của đô thị này là 6345 người.